# Svetlana Chimrova
Svetlana Mijáilovna Chimrova –en ruso, Светлана Михайловна Чимрова– (Moscú, 15 de abril de 1996) es una deportista rusa que compite en natación, especialista en el estilo mariposa.
Ganó dos medallas en el Campeonato Mundial de Natación, plata en 2017 y bronce en 2013, seis medallas en el Campeonato Europeo de Natación, en los años 2018 y 2021, y una medalla de oro en el Campeonato Europeo de Natación en Piscina Corta de 2021.
Participó en dos Juegos Olímpicos de Verano, ocupando el sexto lugar en Río de Janeiro 2016 (4 × 100 m estilos) y el quinto en Tokio 2020 (200 m mariposa).

## Palmarés internacional
| Campeonato Mundial                  | Campeonato Mundial    | Campeonato Mundial | Campeonato Mundial      |
| Año                                 | Lugar                 | Medalla            | Prueba                  |
| ----------------------------------- | --------------------- | ------------------ | ----------------------- |
| 2013                                | Barcelona (España)    | Medalla de bronce  | 4 × 100 m estilos       |
| 2017                                | Budapest (Hungría)    | Medalla de plata   | 4 × 100 m estilos       |
| Campeonato Europeo                  |                       |                    |                         |
| Año                                 | Lugar                 | Medalla            | Prueba                  |
| 2018                                | Glasgow (Reino Unido) | Medalla de oro     | 4 × 100 m estilos       |
| 2018                                | Glasgow (Reino Unido) | Medalla de plata   | 4 × 100 m estilos mixto |
| 2018                                | Glasgow (Reino Unido) | Medalla de plata   | 100 m mariposa          |
| 2018                                | Glasgow (Reino Unido) | Medalla de plata   | 200 m mariposa          |
| 2021                                | Budapest (Hungría)    | Medalla de plata   | 4 × 100 m estilos       |
| 2021                                | Budapest (Hungría)    | Medalla de bronce  | 200 m mariposa          |
| Campeonato Europeo en Piscina Corta |                       |                    |                         |
| Año                                 | Lugar                 | Medalla            | Prueba                  |
| 2021                                | Kazán (Rusia)         | Medalla de oro     | 200 m mariposa          |